# ФК Горица Шипово
Фудбалски клуб Горица је фудбалски клуб из Шипова. Тренутно се такмичи у Другој Лиги Републике Српске група Запад.

## Историја
Клуб је основан 1972. године.
У сезони 2020-2021 осваја Регионалну лигу РС -Запад и пласира се у виши ранг.